# Remscheider Straße 33

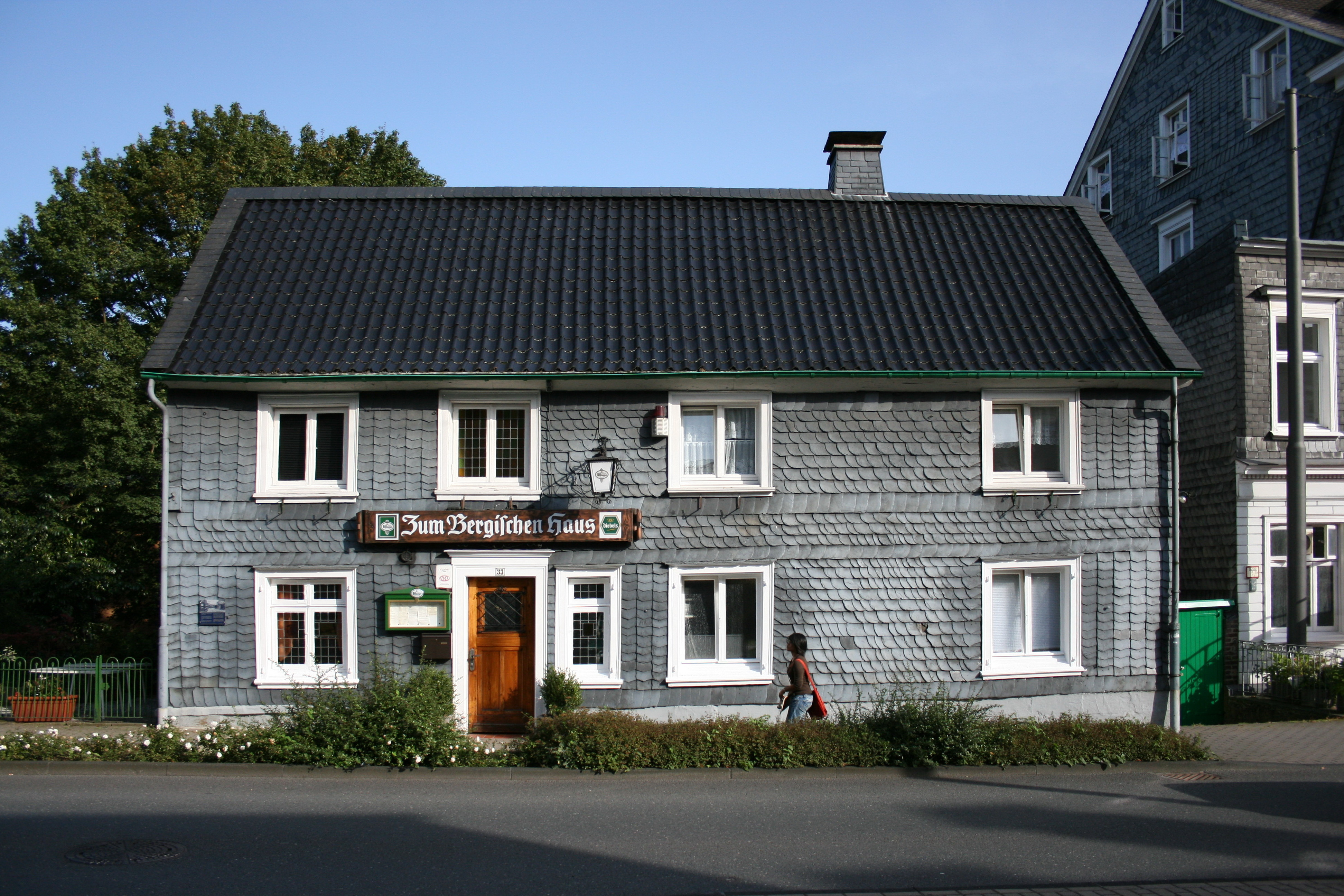
Die Gaststätte Zum Bergischen Haus

Das Wohn- und Geschäftshaus Remscheider Straße 33, auch Gaststätte Bergisches Haus oder Zum Bergischen Haus genannt, ist ein historisches Gebäude in der bergischen Großstadt Wuppertal in Nordrhein-Westfalen.

## Lage und Historie

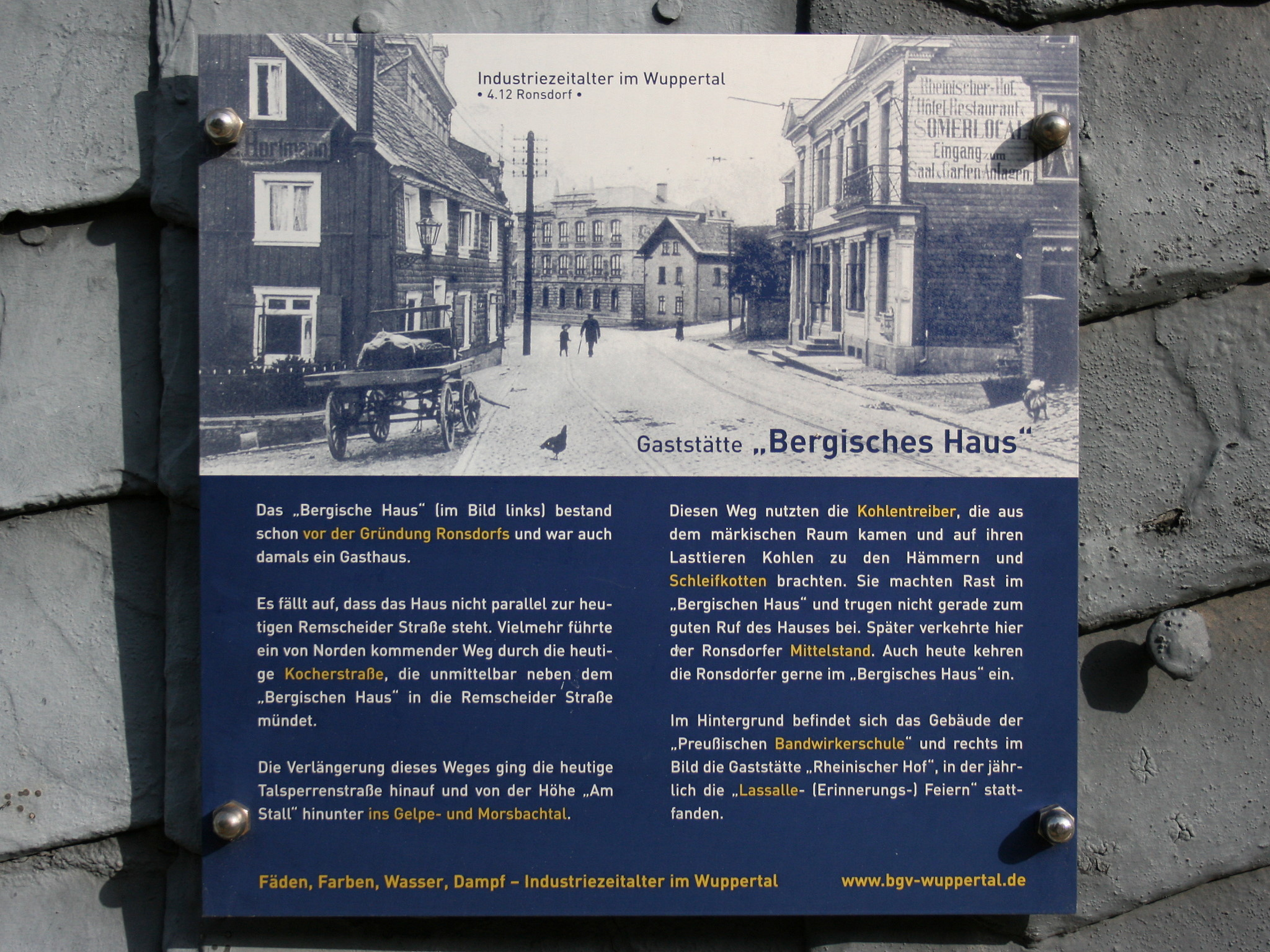
Informationstafel am Haus

Das Schieferhaus im heutigen Stadtteil Ronsdorf (Wohnquartier Ronsdorf-Mitte/Nord) liegt an der Remscheider Straße (Ecke Kocherstraße) zwischen der kath. Kirche St. Joseph und der Preußischen Bandwirkerschule, die sich beide nur wenige Meter entfernt auf der anderen Straßenseite befinden. Die ehemals genau gegenüberliegende Gaststätte Rheinischer Hof besteht nicht mehr. Unmittelbar angrenzend steht das auch denkmalgeschützte Haus Remscheider Straße 35.
Das Gebäude wurde vor dem Ende des 18. Jahrhunderts am westlichen Rand des als Planstadt entworfenen Ronsdorfer Stadtkerns errichtet. Am Haus vorbei führte eine Wegverbindung vom Ortskern hoch Richtung Stall zu dem damaligen Kohlenweg, dessen Hauptroute von den ersten Kohlegruben im Märkischen Land (heute südliches Ruhrgebiet) zu den insbesondere im Leyerbachtal, im Morsbachtal und im Raum Remscheid gelegenen Eisenhämmer,  Schmieden und metallverarbeitenden Betrieben über die westlich gelegenen Höhenrücken führte.
In dem Plan der Stadt Ronsdorf des Feldmessers J.W. Buschmann aus dem Jahr 1781 ist es an der Kreuzung der Remscheider Straße (die erst um 1780 als Planstraße angelegt wurde) mit dem alten Weg Richtung Stall eingezeichnet.

## Beschreibung und heutige Nutzung

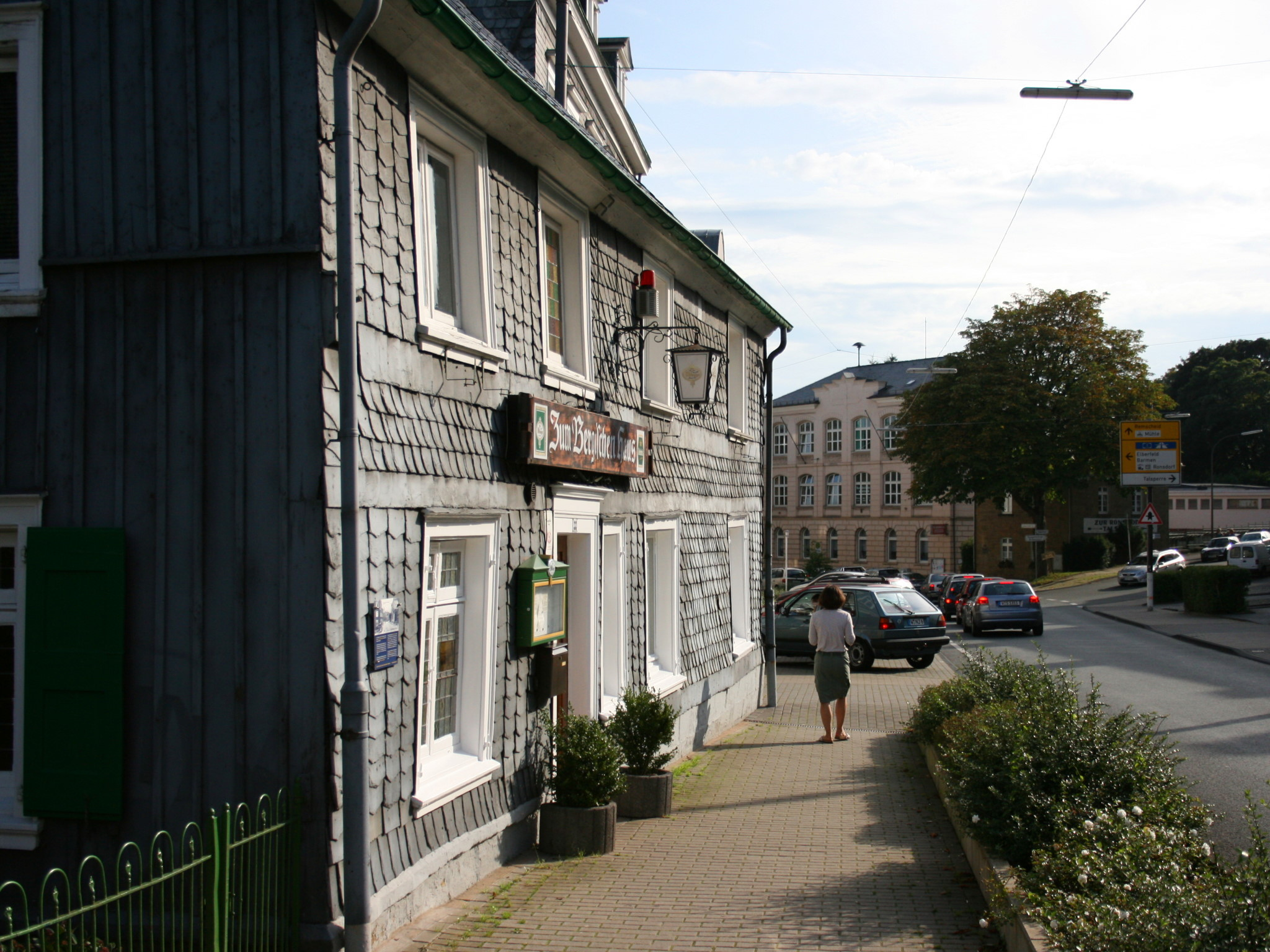
Das Haus an der Remscheider Straße in Ronsdorf

Das eher niedrige und heute allseitig verschieferte, traufständige Fachwerkhaus besitzt eineinhalb Geschosse, wobei das Dachgeschoss als Wohnung genutzt wird. Rückseitig angebaut wurde etliche Jahre später ein eingeschossiger Anbau ebenfalls mit nach außen hin verschieferter Fachwerkkonstruktion, der sich aufgrund der Hanglage über einem mannshoch aufragenden Kellergeschoss erhebt, giebelständig hin zur Straße „Am Stadtbahnhof“ ausgerichtet ist und einen kleineren Saal beherbergt. Im Erdgeschoss des offenbar seit der Erbauung gastronomisch genutzten Gebäudes befindet sich heute ein italienisches Restaurant.

## Denkmalschutz
Das gesamte Gebäude wurde am 16. Mai 1989 unter der Nummer 1608 in die Denkmalliste der Stadt Wuppertal eingetragen.